# Степанов, Аванес Амирханович
Аванес Амирханович Степанов (1881, Российская империя — ?) — звеньевой колхоза имени Шаумяна, города Кизляр Грозненской области. Герой Социалистического Труда.

## Биография
Родился в 1881 году на территории современной Армении. Армянин.Указом Президиума Верховного Совета СССР от 12 июля 1950 года за получение высоких урожаев винограда  удостоен звания Героя Социалистического Труда с вручением ордена Ленина и золотой медали «Серп и Молот».